# Watoro
El término Watoro (singular Mtoro, proveniente del suajili kutoroka  "huir") hace referencia a los esclavos huidos de África Oriental en el siglo XIX. Se establecieron en varios sitios de Tanzania, Kenia y Somalia.